# Mount McLean
Der Mount McLean ist ein 2427 m hoher Berg in der kanadischen Provinz British Columbia, im Squamish-Lillooet Regional District.

## Geographie
Der Mount McLean ist der höchste Gipfel der Mission Ridge, einer Bergkette in den Coast Mountains. Der prominente Berg liegt 8 km westlich von Lillooet und unmittelbar nördlich des Seton Lake. Der Abfluss der Niederschläge vom Berg fließt in den Seton Lake und in Nebenflüsse des Fraser River. Der Mount McLean ist eher für sein steiles Aufragen über das örtliche Gelände als für seine absolute Höhe bemerkenswert, da die Höhen um 2.184 m  über den  4 km entfernten Seton Lake ansteigen. Auf dem Gipfel sind Füllsender installiert. Der nächsthöhere Berg, der Mount Queen Bess (3298 m), ist 15,3 km entfernt.

## Etymologie
Der Berg wurde in Publikationen, die bis mindestens 1895 zurückreichen, als „McLean Mountain“ bezeichnet.:149 Das Toponym wurde als Mount McLean am 17. Januar 1957 durch das Geographical Names Board of Canada offiziell anerkannt. Der Berg ist nach Donald McLean (1805–1864) benannt, einem schottischen Pelzhändler und Entdecker, der für die Hudson’s Bay Company tätig war und später Viehzüchter in der Nähe von Cache Creek wurde.

## Klima
In Bezug auf die Klimaklassifikation nach Köppen und Geiger herrscht am Gipfel des Mount McLean ein subarktisches Klima. Die meisten Wetterfronten stammen vom Pazifik und bewegen sich ostwärts auf die Coast Mountains zu, wo sie durch die Berge zum  Aufsteigen (Windstau) gezwungen werden, was wiederum dazu führt, dass die enthaltene Feuchtigkeit in Form von Regen oder Schnee abgegeben wird. Im Ergebnis führt das zu hohen Niederschlägen in den Coast Mountains, insbesondere zu starken Schneefällen im Winter. Die Temperaturen können unter −20 °C fallen, unter Berücksichtigung von Windchill-Einfluss unter −30 °C.

## Galerie

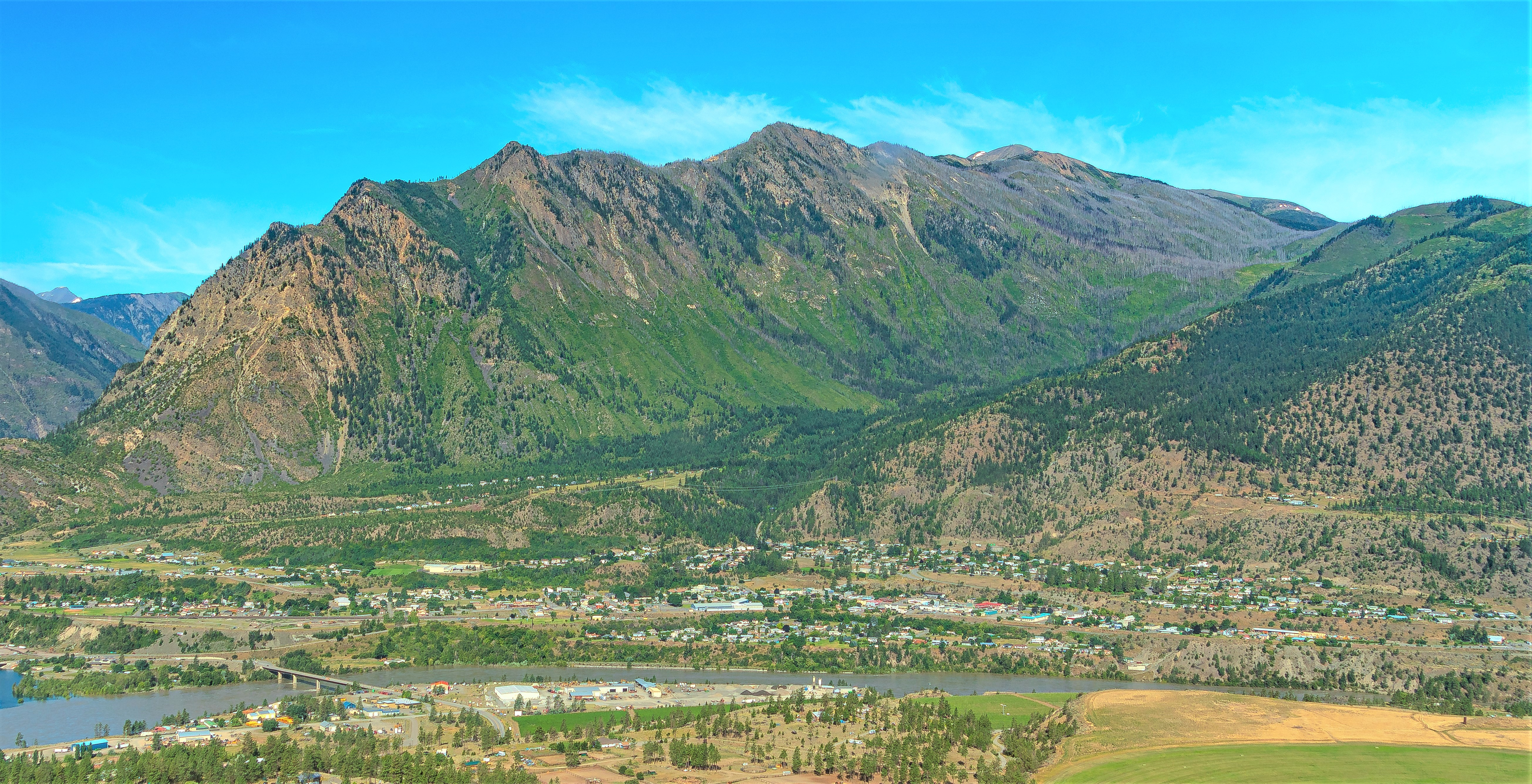
Ost-Ansicht des Mount McLean hinter Lillooet